# 턴오버 (스포츠)
턴오버(Turnover)는 구기 단체 스포츠에서 공격을 하던 팀이 패스 인터셉션, 실책, 반칙 등으로 공격권을 뺏기는 상황을 의미하며 농구에서 많이 사용되고 있다.

## 어원
턴오버(Turnover)에는 원래 뒤집혔다는 의미가 있으며 즉 돈다는 의미인 동사형 턴(Turn)과 어떤 상황을 넘어간다는 의미인 부사형 오버(Over)가 합쳐져 만들어져서
공격권이 상대팀에게 넘어가서 공수가 전환된다는 용어로 사용되었다.

## 참고 자료
- 스포츠박사 기자의 스포츠용어 산책 416 - 왜 턴오버(Turnover)라고 말할까